# Hedwig Rösemann
Hedwig Weinmar (* vrmtl. in Niemegk als Hedwig Rösemann; † 6. Juni oder 7. Juli 1665 ebenda) war ein Opfer der Hexenverfolgungen in Niemegk.

## Leben
Hedwig Rösemann war mindestens zweimal verheiratet, denn ihr Nachname vor der Anklage lautete Weinmar verwitwete Blönsdorf. Zum Zeitpunkt ihrer Hinrichtung war sie etwa 60 Jahre alt.

## Hexenprozess
Sie war von Bürgern wegen vorgeblicher Magie und Teufelsbuhlerei angezeigt worden. Am 27. Februar 1665 vermerkte der Rat von Niemegk, dass er vom Amt Belzig den Auftrag erhalten habe „Hettwigk Martin Blönßdorffs W: aniezo Meister Hannß Adam weinmars Eheweib, wegen bezüchtigung Segen sprechens, undt beschuldigter Zauberey, nebenst begleitung ezlicher bürger, undt Verschaffung dar Vor zu benöthigten wächter, vom Rath alhier nacher Belzigk zu schaffen“.
Den Prozess leitete Amtsschösser Nicolaus Fügmann, Amt Belzig. Denunzianten waren: David Schmidt, Peter Altkirchen, Andreas Heinrich, sowie Peter Thiele. Als Denunziation wurde Hedwig mit ihrem Mädchennamen Rösemann angeklagt, so als seien ihre Ehen ungültig gewesen.

## Vorwürfe
Der Vorwurf lautete, sie sei mit dem Teufel im Bunde und habe anderen Mitbürgern Tod und Krankheit gebracht. Die Prozessakten berichten auch von blauen Flecken an Hedwig Rösemanns Körper, die sie vermutlich Hilfe suchend einer anderen Frau gezeigt hat. Prompt folgte der Vorwurf „Ob es nicht der böse feind gethan?“, also der Teufel, mit dem sie Unzucht getrieben habe. Folgende Punkte wurden Hedwig Rösemann in dem Hexenprozess vorgeworfen:

### Böse Geister anzaubern
Sie habe der Frau von David Schmid Schadenzauber zugefügt und ihr die Elben (böse Geister) geschickt, weil sie nicht zu ihrer Kindertaufe eingeladen wurde.
Woher hätte sie die blauen Flecke an ihrem Leib herbekommen, die sie der Schmidinn gezeiget?
Ob der Teufel ihr die Milch umgestoßen habe?
Ob der Teufel sie aus dem Bett gezogen und ihr die Hacken dabei aufgeritzt habe?

### Mord und Krankheiten
Sie habe die Frau von Peter Altkirchens verzaubert, dass sie sterben müsste? Sie habe des Kleinschmidts Sohn bezaubert, dass er sterben müsste?
Sie habe Andreas Heinrichen die Schmerzen (Gicht) durch Zauberei zugefügt.
Sie habe dem Sohn des Kuhhirten die Schmerzen (Gicht) durch Zauberei zugefügt.
Sie habe den Kuhhirten verzaubert.
Sie habe die Frau von Peter Thielen verzaubert.
Sie habe die Sau des Vaters von Thielen verzaubert, dass sie krumm und lahm wurde.
Sie habe die Kuh des Altkirchen krank gezaubert, weil ihr seine Frau keinen Treber geben wollte. Sie hätte auch anderen Leute Schaden angezaubert.

### Teufelsbuhlschaft
Sie habe zwei Teufelsbuhlen. Hans hieß der eine, Unflath der zweite, und habe mit ihnen mehrfach unmenschliche Unzucht getrieben. Sie habe Gott und seinem Wort abgesagt. Sie habe sich an Plätzen mit Teufelstänzen eingefunden.
Unflath hätte sich als ein gelehrter Teufel ausgegeben, wäre nachts vor ihre Kammer gekommen und hätte angeklopft. Als sie aufmachte, hätte er sich zu ihr gelegt. Er sei schwarz und ganz nackt gewesen und ihr um den Hals gefallen und hätte Unzucht mit ihr getrieben. Das hätte er auch im Gefängnis zweimal ausgeübt und sei ihr danach in den Hals gekrochen, dass sie ihn nicht wieder loswerden konnte.
- Beistand des Teufels unter der Folter:
Und als sie zur Folter geführt wurde, hätte er ihr stets zugeredet, dass sie nichts bekennen sollte und auch die Schmerzen für sie ausgehalten. Als endlich die Folter vollendet war und sie auf dem Stroh lag, wäre er wieder als Vogel aus ihrem Hals zum Fenster herausgefahren und hätte einen blauen, handlangen Strahl oder Dampf hinter sich gelassen.
Und sie hätte die Frau des David Schmid bezaubert, indem sie unter währender Kommunion (Gemeinschaft zwischen Beschuldigter und den Dämonen) die Stube fegte und dann Mehl dahin geschüttet, damit die Frau Schmid darüber gehen und die Dämonen bekommen sollte.

## Inhaftierung und Folter
Von März bis Juni 1665 war Hedwig Rösemann inhaftiert. Zweimal wurde ihr unter Folter ein Geständnis abgerungen. Folter war damals legitimes Mittel der Prozessführung: Unter Schmerzen spreche der oder die Angeklagte die Wahrheit, glaubte man. Der Amtsschösser Fugmann verkündete das von der Juristenfakultät Wittenberg bestätigte Urteil: Mit dem Feuer vom Leben zum Tode.

## Tod auf dem Scheiterhaufen
Das Zwischenurteil der Fakultät Wittenberg vom 31. März lautete: wenn kein Geständnis, dann Folter. Nachdem das Geständnis erfolgte, lautete das Endurteil der Fakultät Wittenberg am 2. Mai: Feuertod; nochmals von dort erneuert am 6. Juni 1665.
Vermutlich am 6. Juni 1665 fand Hedwig Rösemann auf dem Scheiterhaufen den Tod, obwohl sie in Haft ihr Geständnis widerrief. Verschleiert wurde die gebürtige Niemegkerin zur Richtstätte vor dem „Wittenberger Thore“ auf den so genannten Hexenberg gefahren. Vermutlich wurde sie, wie zu dieser Zeit übliche Praxis, vor der Verbrennung noch auf dem Scheiterhaufen erdrosselt.

## Erinnerung
- FrauenOrte im Land Brandenburg: FrauenOrt Hedwig Rösemann: Schützenplatz, 14823 Niemegk
- FrauenOrte im Land Brandenburg: Abbildung der Gedenktafel für Hedwig Rösemann pdf
- Stadt Niemegk: Niemegk erinnert an zu Unrecht der Hexerei bezichtigten Hedwig Rösemann, 9. März 2012
- Rundfunk Berlin-Brandenburg (rbb): Hedwig Rösemann. 1665 der Hexerei angeklagt und bei lebendigem Leib verbrannt, 24. Januar 2021. Beiträge von Silke Kamp und Stefka Ammon.
- Märkische Allgemeine Zeitung: Gedenktafel für Hedwig Rösemann. Niemegk erinnert an zu Unrecht der Hexerei bezichtigten Hedwig Rösemann. Stadt Niemegk, 09. März 2012
- Märkische Allgemeine: Das schwierige Erbe des Mittelalters. Bad Belzigs Stadtväter winden sich ebenfalls, 1665 als Hexe verurteilte Hedwig Rösemann zu rehabilitieren, 16. März 2012 (Memento vom 18. April 2012 im Internet Archive)
- Simon Rayss: Die arme Seele der Hedwig Rösemann, MOZ Artikel vom 14. Dezember 2011 (nicht mehr online)